# 林龍章
林龍章，清朝政治人物。福建候官縣人。
林龍章為舉人出身。乾隆六十年（1795年）一月，出任湖南永順府龍山縣知縣。